# Mateu Balasch i Mateu
Mateu Balasch i Mateu (1872-1936) fou un pintor català.

## Biografia
Nascut a Sant Andreu de Palomar, el 1872, va iniciar estudis de litografia, però amb disset anys es va centrar en el dibuix i va començar classes de la mà de Segundo Matilla, que va complementar estudiant a l'Escola de Belles Arts de la ciutat. Va completar els seus estudis a Roma, gràcies al suport del també pintor Enric Serra i Auqué. A Roma fou deixeble d'Antonio Mancini. El 1892 va retornar a Barcelona, on va fer una reeixida exposició a la Sala Parés. Arran d'aquesta exposició va poder viatjar a París i de nou a Roma, gràcies a una beca de l'Ajuntament de Barcelona. Tornaria a Barcelona el 1894, on organitzaria una nova exposició a la Parés i on va presentar un quadre que el faria encara més popular, Abandonada. En 1898 el seu estudi el tenia al Carrer Riera de Sant Joan, núm. 15, un carrer avui desaparegut en construir-se la Via Laietana. En el número 17 compartien estudi els joves pintors Picasso i Casagemas.
Fou un pintor molt viatger i molt prolífer. Continuà viatjant per Europa, vivint uns anys a Roma, després a d'altres ciutats italianes i posteriorment a Suïssa, on va fer diverses pintures amb vistes del conegut llac de Como. També va viure a Amèrica, organitzant diverses exposicions a Buenos Aires, i on faria un quadre sobre Nuesta Señora de Luján, de grans dimensions, que li van regalar al Papa Lleó XIII. També va exposar a Montevideo. Retornant de l'Amèrica del Sud es va tornar a establir a Itàlia, per realitzar uns encàrrecs a Milà. No tornaria a Barcelona fins al 1904, per marxar al cap de poc temps a les Illes Canàries i més endavant a Cuba. A la Habana va fer un quadre de grans dimensions per la Clínica de Covadonga, abans de marxar a Nova York, on continuaria treballant.

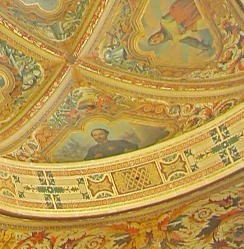
Retrat de Joan Prim al Saló Sant Jordi

Fou el 1914 quan va tornar a Barcelona, exposant de nou a la Sala Parés. El 1917 va fer una exposició a El Siglo, i el 1927 i el 1935 a les Galeries Laietanes. Mateu Balasch i Mateu va morir el 1936.
Després de la Guerra Civil en el context de l'intent de recuperació del clima artístic de la ciutat de Barcelona, en 1946 les Galeries d'art Augusta realitza una exposició recopilatòria que va incloure obra inèdita.

## Obra
El seu estil es pot emmarcar dins de la pintura realista, d'influència italiana. Va fer molts paisatges i molts retrats per encàrrec. i Va col·laborar amb l'Esquella de la Torratxa. Al llarg de la seva trajectòria va rebre diversos premis.
Les seves obres Idil·li i En el Claustre formen part del fons del Museu Nacional d'Art de Catalunya. El retrat de Francisco Martorell y Peña forma part del fons del Museu de Ciències Naturals de Barcelona També té obra al Museu d'Art Modern de Madrid i a la col·lecció del Banc Sabadell. A les Illes Canàries on va fer estada es conserva a Gran Canaria un retrat de Fernando de León y Castillo i a Tenerife retrats del General Camilo Benítez de Lugo i de la seva esposa Mª Nieves Gough Villalba.
A la Biblioteca de Catalunya es conserva correspondència seva amb Lluís Coll i Espadaler. Entre 1925 i 1927 realitza un retrat de Joan Prim a la decoració del Saló de Sant Jordi de la Generalitat de Catalunya